# Анучинский сельсовет
Анучинский сельсовет — сельское поселение в Каменском районе Пензенской области Российской Федерации.
Административный центр — село Анучино.

## История
Статус и границы сельского поселения установлены Законом Пензенской области от 2 ноября 2004 года № 690-ЗПО «О границах муниципальных образований Пензенской области».

## Население
| 2002  | 2010  | 2012  | 2013  | 2014  | 2015  | 2016  |
| ----- | ----- | ----- | ----- | ----- | ----- | ----- |
| 1431  | ↘1305 | ↘1288 | ↘1274 | ↘1234 | ↘1183 | ↘1148 |
| 2017  | 2018  | 2021  |       |       |       |       |
| ↘1113 | ↘1093 | ↘924  |       |       |       |       |

## Состав сельского поселения
| № | Населённый пункт | Тип населённого пункта       | Население |
| - | ---------------- | ---------------------------- | --------- |
| 1 | Анучино          | село, административный центр | ↘925      |
| 2 | Варваровка       | деревня                      | 144       |
| 3 | Гавриловка       | село                         | ↘37       |
| 4 | Гаи              | село                         | ↘27       |
| 5 | Селитьба         | деревня                      | 172       |